# Усть-Начин
Усть-Начи́н (рос. Усть-Начин) — село у складі Стрітенського району Забайкальського краю, Росія. Адміністративний центр та єдиний населений пункт Усть-Начинського сільського поселення.
Стара назва — Усть-Нанін.

## Населення
Населення — 118 осіб (2010; 135 у 2002).
Національний склад (станом на 2002 рік):
- росіяни — 100 %